# Lou Thesz
Aloysius Martin "Lou" Thesz (24. april 1916 – 28. april 2002) var en amerikansk wrestler, der blev mest kendt for sin tid i National Wrestling Alliance (NWA). Han vandt sin første VM-titel i NWA i 1949, og i 1952 blev han også den første ubestridte verdensmester inden for wrestling siden 1920'erne. I sin karriere blev han i alt en tredobbelt verdensmester, og han holdt det prestigefyldte NWA World Heavyweight Championship sammenlagt 3.749 dage, hvilket ingen andre har overgået. Af mange af hans store bedrifter kan nævnes, at han har opfundet en række greb inden for wrestling.